# Carta a una señorita en París
«Carta a una señorita en París» es el segundo cuento del libro Bestiario de Julio Cortázar. Pertenece a la primera etapa literaria del escritor, la cual se caracteriza por un lenguaje limpio y de frases cortas, a diferencia de sus obras posteriores. En este cuento el protagonista - narrador vomita conejitos. Una chica llamada Andrée le prestó su apartamento mientras ella está en París. Él le escribe una carta para contarle del extraño suceso que le ha ocurrido y de cómo piensa deshacerse de los conejos.

## Trama
El narrador y personaje principal le escribe una carta a una señorita llamada Andrée que se encuentra de visita en París mientras él cuida su apartamento de la calle Suipacha en Buenos Aires, al que describe al detalle en las primeras líneas. Todo en el apartamento está perfectamente ordenado, y el personaje siente vergüenza de mover incluso las piezas más pequeñas. El motivo de la carta, en cambio, se debe a un problema más bien «físico» que atraviesa el personaje: vomita conejitos. Este incidente, descrito con detalle y que podría parecer una extrañeza, es para él de lo más natural. Lo ha hecho por mucho tiempo en periodos regulares de varias semanas, por lo que ya está tan habituado que incluso tiene un espacio con alimentos para los conejitos en su balcón. Sin embargo, al mudarse comienza a vomitar conejitos cada uno o dos días. Pronto no sabe que hacer con ellos ni cómo ocultárselos a la mucama llamada Sara. Los encierra en el clóset del dormitorio durante el día y los deja salir durante la noche. Al principio son hermosos y tranquilos por lo cual es imposible matarlos, pero con el tiempo se convierten feos y rompen todo. Mientras solo fueron diez «tenía perfectamente resuelto el tema de los conejitos». Pero cuando el undécimo apareció, ya no pudo contener la situación. El narrador ha hecho todo lo posible por limpiar y reparar lo que los animales han roto, y le deja la carta en el apartamento para que no se pierda en el correo. Concluye con un «No creo que les sea difícil juntar once conejitos salpicados sobre los adoquines, tal vez ni se fijen en ellos, atareados con el otro cuerpo  que conviene llevarse pronto, antes de que pasen los primeros colegiales».

## Análisis de la obra
La trama está escrita a modo de carta-confesión. Puede dividirse en tres etapas: en la primera el protagonista  escribe la carta, en la segunda aparecen los conejitos —el personaje pasa a ser pasivo— y en la última se recae sobre el narrador. Estas etapas hacen que el cuento tenga un movimiento ondulatorio en la que crece la tensión de la narrativa. Estas tres etapas están indicadas por tres límites: la imposibilidad de matar al conejito al final de la primera parte, la aparición del undécimo conejito al final de la segunda y la decisión que compromete al personaje al final del cuento —matar a los conejitos, a costa de su propia vida—; o bien suicidarse y concretar el fin de su problemática.
Como en toda la obra de Cortázar, hay múltiples lecturas posibles. El narrador tiene muchos papeles que causan desorden y provocan a la mucama a la vez que sugieren que el personaje es un escritor. De esta forma se abre la posibilidad de que la historia sea una metáfora de la actividad creativa: los conejos son las obras que brotan del personaje sin que él le encuentre explicación e incluso se sienta por momentos insatisfecho. Así, al matar a los conejos destruye su trabajo.

## Alusiones
- En la canción «Balada para una mujer flaca», de Eduardo Darnauchans (aparecida en el LP Zurcidor), hay una probable alusión a «Carta a una señorita en París»: «Y no hay conejos en tu balcón».

- En la canción «Conejitos», del disco Prendete de la cantante Sol Pereyra, hace alusión al hecho de vomitar conejos y no saber qué hacer con esa situación.